# (6534) Carriepeterson
(6534) Carriepeterson est un astéroïde de la ceinture principale.

## Description
(6534) Carriepeterson est un astéroïde de la ceinture principale. Il fut découvert le 24 février 1995 à Catalina Station par Timothy B. Spahr. Il présente une orbite caractérisée par un demi-grand axe de 3,17 UA, une excentricité de 0,11 et une inclinaison de 23,3° par rapport à l'écliptique.

## Compléments